# Ein besserer Herr (1928)
Ein besserer Herr ist eine Stummfilmkomödie aus dem Jahre 1928. Unter der Spielleitung von Gustav Ucicky, dessen erste deutsche Filmregie dies war, spielt Willi Forst eine Hauptrolle. Seine Filmpartner sind Elisabeth Pinajeff, Leo Peukert und Fritz Kampers als gewiefter Heiratsschwindler. Die Geschichte basiert auf dem gleichnamigen Lustspiel (1926) von Walter Hasenclever.

## Handlung
Ein „besserer Herr“, das ist der notorische Heiratsschwindler Möbius nun wirklich nicht. Der glaubt aber, nun endlich, nach vielen Anläufen, den großen Coup landen zu können, als er über eine Zeitungsannonce die Tochter des steinreichen Herrn Compass kennen lernt. Rasch erkennt er die Möglichkeiten, die sich ihm auftun: Mit einem Schlag könnte Möbius all seine Sorgen los und ein gemachter Mann werden, sollte er es schaffen, mit dem Fräulein Compass vor den Traualtar zu treten. Doch so leicht lässt sich der Brautvater in spe, der alte Compass, nicht an der Nase herumführen. Der wird zwar mit dem Heiratsschwindler bezüglich dem Töchterchen rasch handelseinig, verlangt aber von Möbius, dass er sich seiner bisherigen und nunmehr „abgelegten“ 24 Bräute zuvor „entledigen“ müsse. Möbius, dem das Ziel, demnächst der Schwiegersohn eines Millionärs werden zu können, allzu verlockend erscheint, macht sich sogleich an die Arbeit, stolpert dabei jedoch von einem Missgeschick ins andere …

## Produktionsnotizen
Ein besserer Herr entstand im April/Mai 1928 im Atelier von München-Geiselgasteig. Der Film passierte am 22. Mai 1928 die Zensur und wurde am 28. August 1928 in Berlins Titania-Palast uraufgeführt. Der mit Jugendverbot belegte Streifen besaß sechs Akte, verteilt auf 2419 Metern Länge.
Ludwig Reiber entwarf die Filmbauten. Karl Hartl war Ucickys Regieassistent.

## Rezeption
Die Österreichische Film-Zeitung schrieb: „… eine Fülle von überaus lustigen Verwirrungen, die aber glücklich gelöst werden ...“